# Tambelaninseln
Die Tambelaninseln (indonesisch Kepulauan Tambelan) sind eine indonesische Inselgruppe im Südchinesischen Meer. 

## Geographie
Die Tambelaninseln liegen 111 Kilometer westlich der Insel Kalimantan (Borneo) und östlich der Insel Bintan. Sie bilden einen Distrikt (indonesisch Kecamatan) im Regierungsbezirk (indonesisch Kabupaten) Bintan (Provinz Riau-Inseln). Zusammen mit den Anambas-, Natuna- und Badasinseln der Tudjuh-Archipel. Zu diesem Archipel gehören auch die Subi-, Sejang- und Seresaninseln.
Der Distrikt teilt sich in die Dörfer (indonesisch Desa):
- Pulau Pinang (135 Einwohner 2010)
- Pulau Mentebung (303)
- Kampung Melayu (629)
- Kampung Hilir (1502)
- Teluk Sekuni (844)
- Batu Lepuk (584)
- Kukup (830)
- Pengikik (148)

Das Zentrum des Archipels bildet die Hauptinsel Tambelan Besar (Tambelan). Vorgelagerte Eilande sind Pilang Besar, Pilang Kecil, Kera und Betunde. Im äußersten Nordwesten, 15 Kilometer von Tambelan Besar entfernt, liegt die Insel Uwi. Zwischen Uwi und Tembelan Besar befinden sich von West nach Ost Sendulang Besar, Sendulang Kecil, Sedua Besar, Sedua Kecil und Bungin. Südwestlich der Hauptinsel liegt Benua, die zweitgrößte Insel des Archipels. Dazwischen befinden sich die Eilande Selintang, Jela, Bedua, Lipi, Untuk und Batong. Südlich von Benua liegt das Eiland Kapala Tambelan. Den Süden der Inselgruppe bilden die Inseln Mengirang Besar (Mengiran) und Mengirang Kecil. Nordwestlich von Benua liegen von Süden nach Norden die Inseln Leso, Nanka, Ibul, Nibung, Panjang, Tamban, Lintang, Mundaga und Genteng. Auffällig ist ein 24 m hoher weißer Felsen im Meer, der Tokong Mengirang, neun Kilometer östlich von Mengirang Besar. Die Gesamtfläche des Archipels beträgt 356.905 Hektar.
Hauptort auf Tambelan Besar ist Batu Lepuk.
Höchster Punkt der Inselgruppe ist der Bini auf Tambelan Besar mit 396 m.

## Fauna
Zur Fauna gehört der Sunda-Orienthornvogel (Anthracoceros albirostris convexus). Auch Meeresschildkröten finden sich hier vor allem auf Uwi. Da hier traditionell Schildkröteneier gegessen werden und Überfischung ein Problem ist, sind die Bestände der Meeresschildkröten bedroht. Auch die Korallenriffe werden seit den 1990er-Jahren immer kleiner. Die Regierung des Regierungsbezirks plant daher die Schaffung eines Nationalparks, der mit der Meeresfläche eine Größe von 15 Millionen Hektar haben soll.

## Bevölkerung
Auf den Tambelaninseln leben laut der Volkszählung im Jahr 2010 insgesamt 4975 Einwohner.

## Wirtschaft und Transport
Knapp einen Kilometer von Batu Lepuk entfernt liegt eine 160 Meter lange Pier. Von Kalimantan aus benötigt man mit dem Schiff sechs Stunden bis zu den Tambelaninseln, von den Riau-Inseln sogar 28 Stunden.
Überfischung durch Auswärtige bedroht die Lebensgrundlage der Fischer vor Ort.